# Sigismund Felix von Ow-Felldorf
Sigismund Felix von Ow-Felldorf (Berchtesgaden, 18 ottobre 1855 – Passavia, 11 maggio 1936) è stato un vescovo cattolico tedesco, vescovo di Passavia dal 1906 sino alla sua morte.

## Biografia
Ordinato sacerdote il 25 luglio 1884, fu canonico a Ratisbona, in Germania.
L'11 gennaio 1902, all'età di 46 anni, venne nominato vescovo ausiliare di Ratisbona e titolare di Aretusa. Fu consacrato dal vescovo Ignatius von Senestrey.
Il 18 ottobre 1906, all'età di 51 anni, venne nominato vescovo di Passavia e si insediò nel marzo 1907. Mantenne questa carica sino all'11 maggio 1936, all'età di 80 anni.

## Genealogia episcopale
La genealogia episcopale è:
- Cardinale Scipione Rebiba
- Cardinale Giulio Antonio Santori
- Cardinale Girolamo Bernerio, O.P.
- Arcivescovo Galeazzo Sanvitale
- Cardinale Ludovico Ludovisi
- Cardinale Luigi Caetani
- Cardinale Ulderico Carpegna
- Cardinale Paluzzo Paluzzi Altieri degli Albertoni
- Papa Benedetto XIII
- Papa Benedetto XIV
- Cardinale Enrico Enriquez
- Arcivescovo Manuel Quintano Bonifaz
- Cardinale Buenaventura Córdoba Espinosa de la Cerda
- Cardinale Giuseppe Maria Doria Pamphilj
- Papa Pio VIII
- Papa Pio IX
- Cardinale Flavio Chigi
- Vescovo Ignatius von Senestrey
- Vescovo Sigismund Felix von Ow-Felldorf